# Серра-ди-Моншики
Се́рра-ди-Монши́ки (порт. Serra de Monchique) — гряда невысоких гор на юге Португалии, на северо-востоке провинции Алгарви. Имеет две наиболее высокие вершины — гора Фоя (902 м) и гора Пикота (774 м). Между этими горами расположен посёлок Моншики.
Климат в горах субтропический, с количеством осадков 1000—2000 мм в год.
Недалеко от посёлка Калдаш-ди-Моншики бьют горячие минеральные источники, на основе которых построен крупный лечебно-профилактический и курортный комплекс. Здесь же расположен парк, где растут самые большие в Европе магнолии, а также величественные дубы.
В горах Серра-ди-Моншики берут начало многие реки и ручьи, в числе которых реки Сейши, Алжезур, Одиашери.